# 尖石・与助尾根遺跡
座標: 北緯36度00分46.1秒 東経138度13分55.4秒 / 北緯36.012806度 東経138.232056度

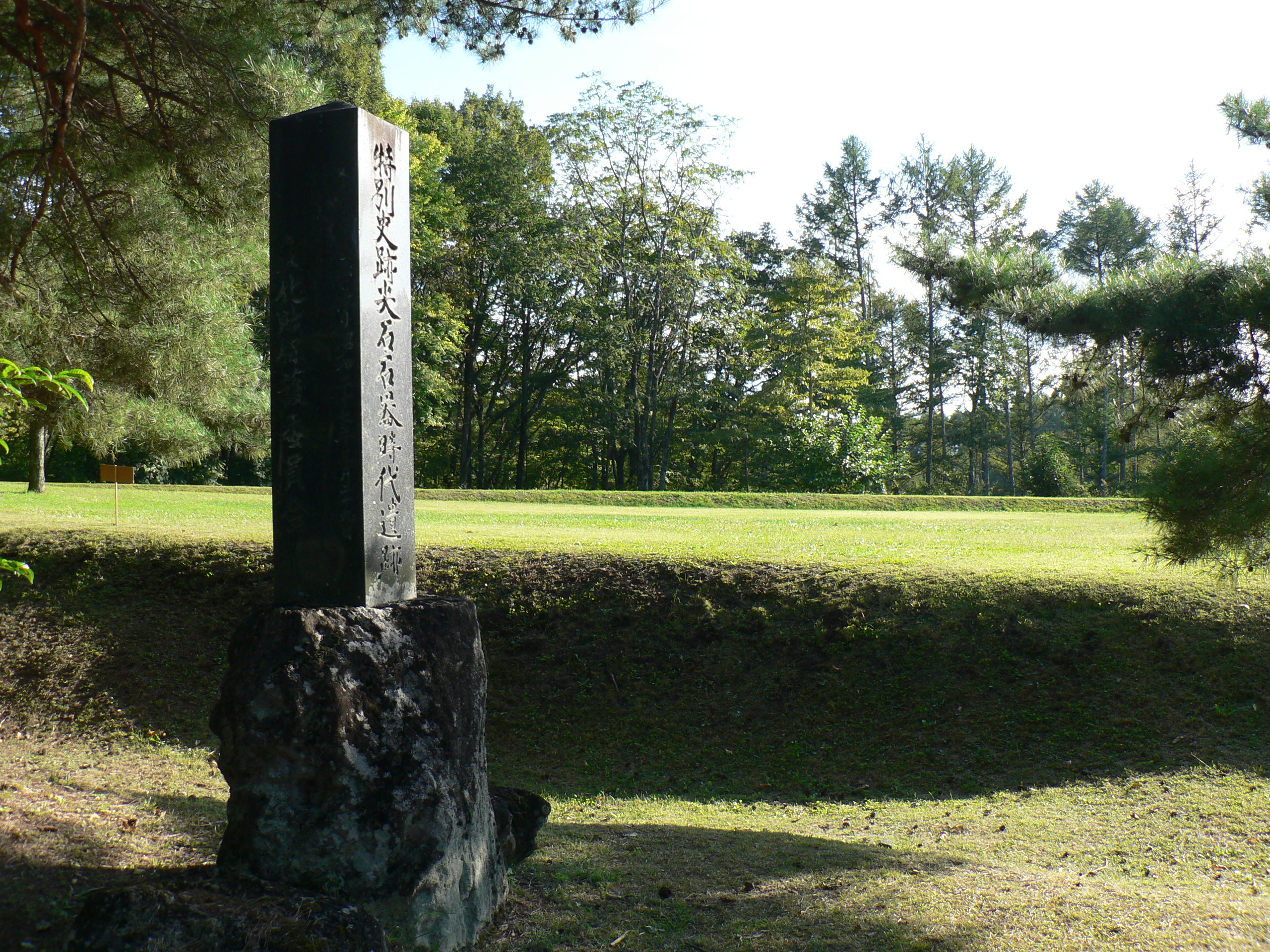
尖石遺跡の現状（2012年10月撮影）

尖石・与助尾根遺跡（とがりいし・よすけおねいせき）は、長野県茅野市豊平にある縄文時代中期の環状集落の遺跡。国の特別史跡に指定されている（指定名称は「尖石石器時代遺跡」）。
南側の尖石遺跡は戦前から発掘されてきた縄文時代を代表する遺跡の1つとして知られているが、現在では同遺跡と浅い沢1つ隔てた北側の台地上にある与助尾根遺跡と一括して扱われることが多い。「尖石」の名称は遺跡の南側にあった三角錐状の巨石の通称に由来する。遺跡周辺は史跡公園となり、園内には茅野市尖石縄文考古館がある。

## 概要

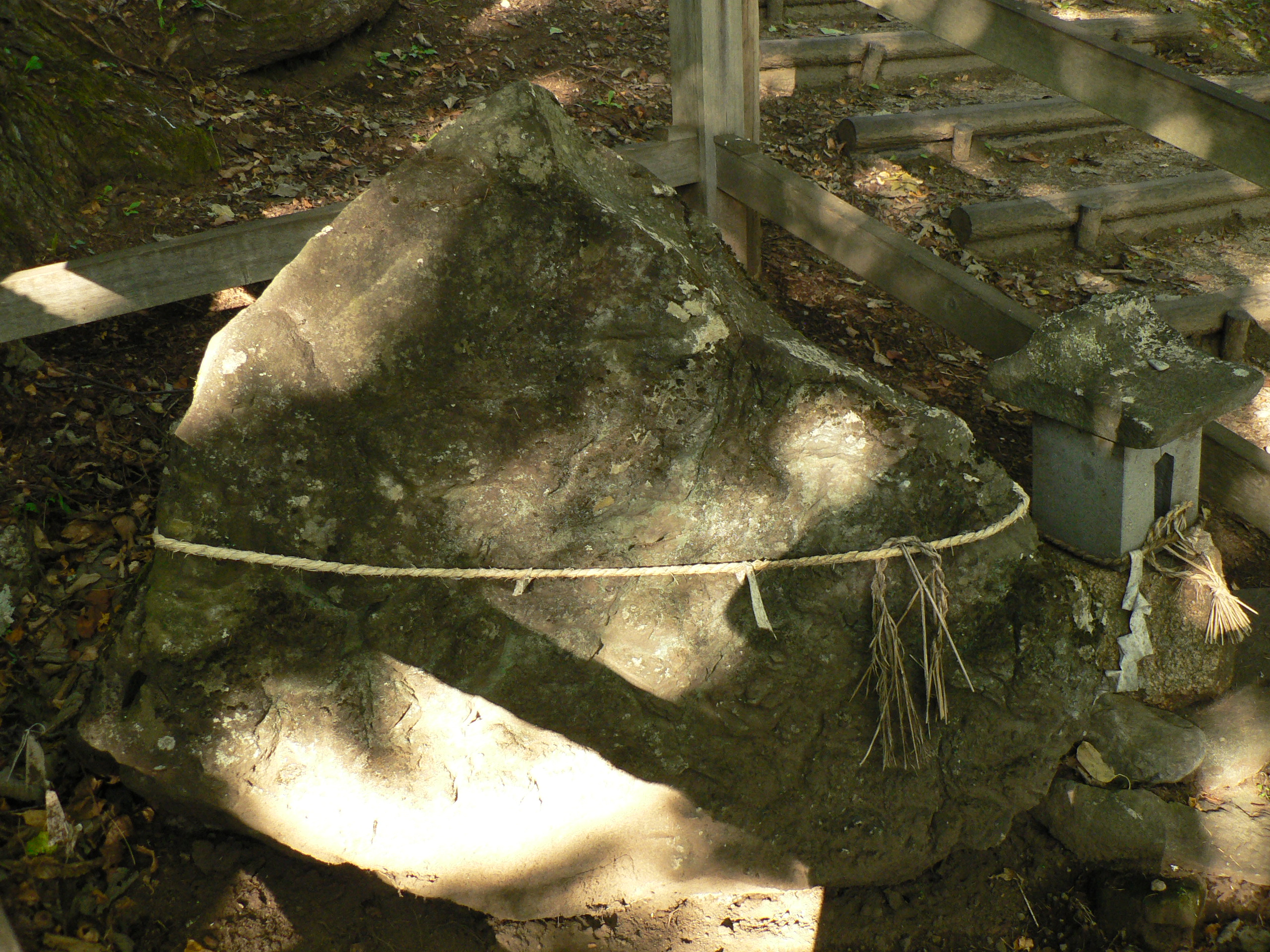
尖石遺跡の名前の由来となった「尖石」

八ヶ岳西側山麓地帯の大扇状地上にある標高1050-70メートルの東西に広がる長い台地の上にある。前述のように台地の中央部に沢が走り、北側が与助尾根、南側が尖石にあたる。尖石遺跡を最初に学界に報告したのは1893年（明治26年）考古学者、小平小平治（湖東村出身）によってであるが、本格的な発掘調査を行ったのは地元の考古学者宮坂英弌（ふさかず）である。宮坂が当遺跡とかかわったのは、1929年（昭和4年）、伏見博英が行っていた発掘を、小平小平治の弟で、俳句の師である小平雪人とともに手伝ったのが最初である。1930年（昭和5年）から独力で発掘を開始し、同年には炉跡を発掘。1940年（昭和15年）からは、縄文集落の確認を目的として本格的な発掘を開始し、途中太平洋戦争を挟んで発掘は1952年（昭和27年）まで続けられた。また、1946年には与助尾根の発掘にも取り掛かった。与助尾根は1935年（昭和10年）に現地を開墾中に発見されたものであったが、この時までほとんど手付かずであった。
宮坂は縄文土器及び石囲炉を手掛りに建物（住居）を探すもので、尖石では竪穴建物跡33棟をはじめ、53基の炉跡や列石、竪穴群、屋外埋甕などが発掘されたが、土器に比べ石器の出土が極端に少なく、特に石鏃（41）が少なく、打製石斧45、破片8が見つかっている。また、与助尾根でも28棟の建物、石鏃10、打製石斧14、破片4、磨製石斧、石皿、凹石など多数を発掘している。宮坂は、ワナ猟とクリ林、黒曜石の交易が行われていたと考えた。それに対し、藤森栄一は狩猟・採集以外の何かの生業、例えば焼畑農業が存在したのではないかと考えた。
この集落遺跡は、東西170メートル・南北90メートルの範囲をU字形に巡り中央に広場が存在していたことが判明し、これによって日本で最初の縄文時代の環状集落の存在が確認された遺跡となった。

## ギャラリー

昭和17年出土独立土器（X字状把手付深鉢形土器） 茅野市尖石縄文考古館展示（他画像も同様）。
蛇体把手付深鉢形土器（長野県宝）
蛇体把手付深鉢形土器（長野県宝）
蛇体把手付深鉢形土器（長野県宝）
蛇体把手付深鉢形土器（長野県宝）
蛇体把手付深鉢形土器（長野県宝）
蛇体把手付深鉢形土器（長野県宝）
蛇体把手付深鉢形土器
蛇体装飾のある土器
深鉢形土器
台付小形土器（長野県宝）
有孔鍔付土器（長野県宝）
環状装飾付筒型土器（長野県宝）

## 文化財

### 国の特別史跡
- 尖石石器時代遺跡
1942年（昭和17年）10月14日、国の史跡に指定。
1952年（昭和27年）3月29日、国の特別史跡に指定。
1993年（平成5年）4月6日、史跡範囲の追加指定（与助尾根遺跡の範囲、計66,933.405平方メートル）[4][5]。
2021年（令和3年）3月26日、史跡範囲の追加指定（湧水点を含む谷地形部と台地の一部の範囲：17,347.00平方メートル、計84,280.40平方メートル）[6]。

### その他
尖石遺跡出土土器の一部は、「信州の特色ある縄文土器」158点の一部として2018年（平成30年）9月27日に長野県宝（考古資料）に指定されている。